# Кечово (Росія)
Кечо́во (рос. Кечёво, удм. Кечёво посёлок) — село в Малопургинському районі Удмуртії, Росія.
Урбаноніми:
- вулиці — Гербер, Заготзерно, Заготзерновська, Залізнична, Зарічна, Зелена, Клубна, Комсомольська, Лісова, Молодіжна, Піонерська, Польова, Поштова, Садова, Ставкова, Центральна

## Населення
Населення — 624 особи (2010; 629 в 2002).
Національний склад станом на 2002 рік:
- удмурти — 87 %